# Castanea seguinii
Castanea seguinii là một loài thực vật có hoa trong họ Fagaceae. Loài này được Dode mô tả khoa học đầu tiên năm 1908.

## Hình ảnh

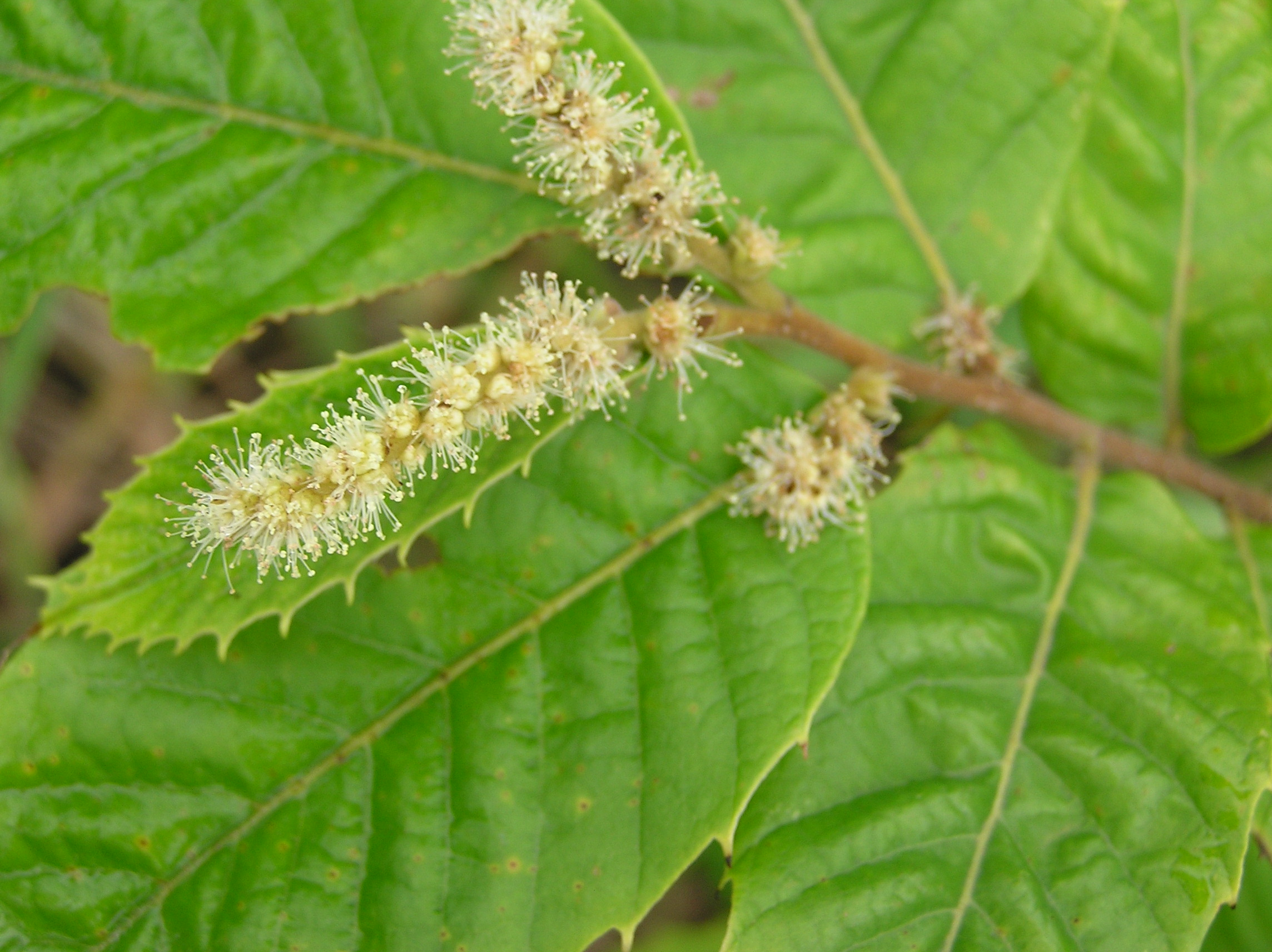
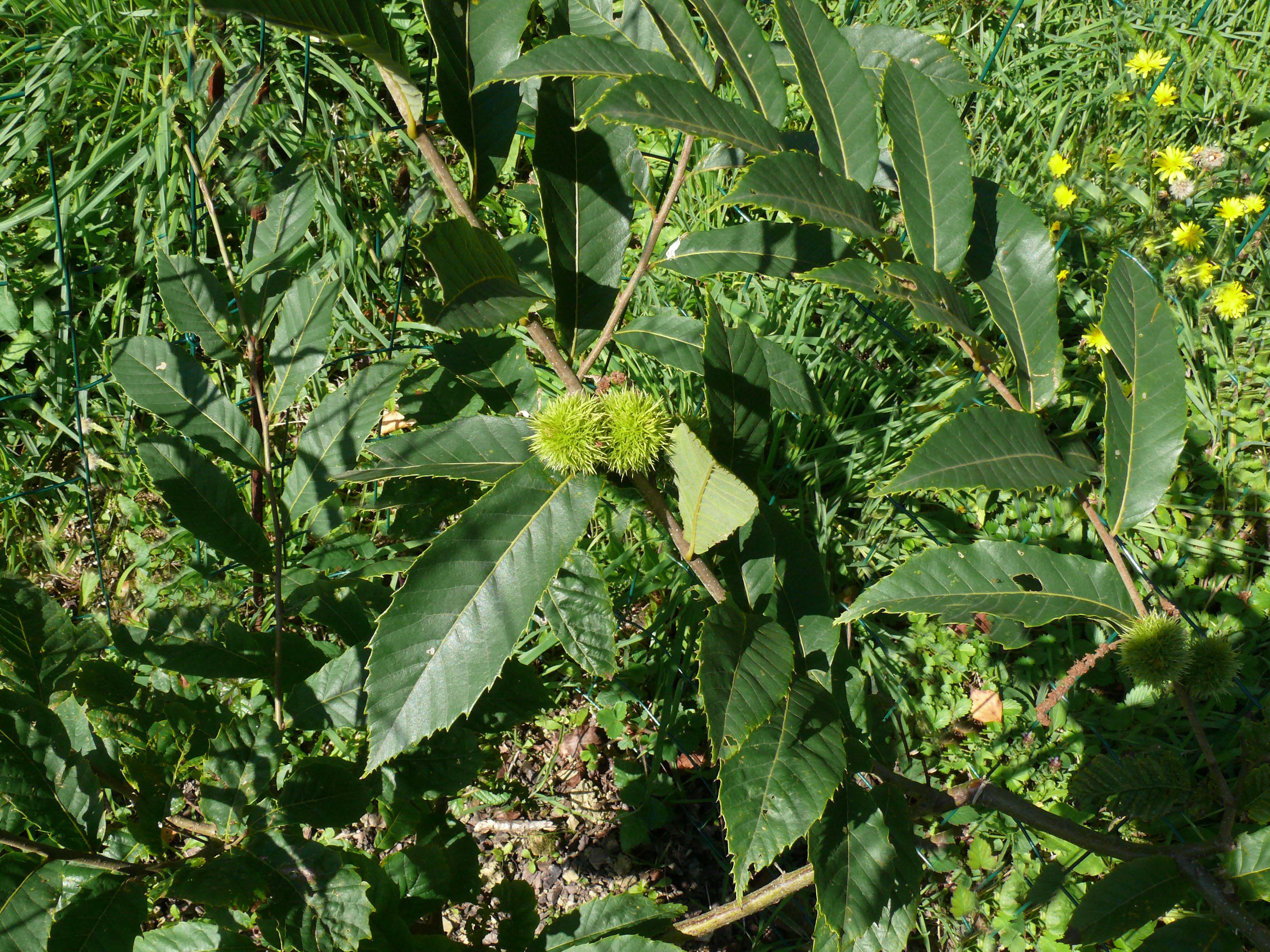